# Live on the boat
Live on the boat è un album di Andrea Mingardi del 2000.
Registrato dal vivo nel giugno 2000 sulla nave 'Costa Crociere'. Venduto soltanto sul sito ufficiale di Andrea Mingardi.

## Tracce
1. PRESENTAZIONE / Intro / Music / Amare Amare
2. LA NAVE DELL'AMORE / Le più belle canzoni del mondo / Les fuilles mortes
3. I SINGLES / Canto per te / Imagine
4. LE CANZONI PIÙ BRUTTE DEL MONDO / Con un amico vicino
5. COME SI COMINCIA A CANTARE / Unchained melody
6. LA FESTA PRIVATA / Unforgettable
7. ROCK'N ROLL MEDLEY / Blue suede shoes / Be bop a lula / Tutti frutti
8. EFFETTO TITANIC / My hearth will go on / Finale
9. BIS: Sogno